# 白い寫眞館
「白い寫眞館」（しろいしゃしんかん）は、中村雅俊の楽曲で、1974年11月1日に日本コロムビアから発売されたシングル。

## 概要
同年放送の日本テレビ系ドラマ『つくし誰の子』の挿入歌。

## 収録曲

### A面
1. 白い寫眞館（3:49）
  - 作詞：伊藤アキラ　作曲・編曲：クニ河内
  - リズムセクション：トランザム、コロムビア・オール・スターズ

### B面
1. 夜行列車（2:59）
  - 作詞：喜多條忠　作曲：平戸勉　編曲：西村誠
  - リズムセクション：トランザム、コロムビア・オール・スターズ